# Kudirat Kekere-Ekun
Kudirat Motonmori Olatokunbo Kekere-Ekun (* 7. Mai 1958 in London, Vereinigtes Königreich) ist eine nigerianische Juristin. Seit 2013 ist sie Richterin am Supreme Court of Nigeria und seit 2024 als dessen Präsidentin Chief Justice of Nigeria.

## Leben und Wirken
Kekere-Ekun wuchs als älteste von elf Geschwistern im Bundesstaat Lagos auf. Ihr Vater war Nachfahre einiger Könige von Lagos und war als Kronanwalt Senator in Nigeria tätig. Ihre Mutter hatte eine Ausbildung zur Krankenschwester absolviert und arbeitete als Gesundheitsaufseherin im öffentlichen Dienst des Bundesstaates Lagos. Die Eltern trennten sich, als Kekere-Ekun noch ein Kind war, verheirateten sich aber beide bald neu. Sie selbst wuchs gleichermaßen in beiden Familien auf.
Kekere-Ekun genoss eine privilegierte Ausbildung. Nach dem Besuch verschiedener privater Grundschulen wechselte sie 1970 auf das Queen’s College in Lagos, das damals beste staatliche Mädchencollege des Landes. Nach ihrem Schulabschluss dort studierte sie ab 1977 Rechtswissenschaften an der University of Lagos, wo sie 1980 den Titel Bachelor of Laws erwarb. Nach dem erfolgreichen Abschluss der Nigerian Law School wurde sie 1981 zur nigerianischen Anwaltschaft zugelassen. Nach einer kurzen (obligatorischen) Tätigkeit im Nationalen Jugenddienst im Justizministerium in Benin City, schrieb sie sich 1982 an der London School of Economics and Political Science, wo sie im folgenden Jahr den Master-Abschluss in Rechtswissenschaften erwarb. Sie kehrte anschließend nach Nigeria zurück und arbeitete für einige Jahre in einer privaten Anwaltskanzlei. Wegen der besseren Vereinbarkeit mit ihrer Familie und ihren häuslichen Pflichten trat sie 1989 in den Dienst der Justiz des Bundesstaates Lagos als Senior Magistrate ein.
Im Juli 1996 wurde sie zur Richterin des Obersten Gerichtshofs des Bundesstaates Lagos ernannt. Dort war sie Vorsitzende des Raub- und Schusswaffentribunals. Wegen ihres Rufes als integer und unbestechlich wurde sie als eine von drei Richterinnen ausgewählt, um nach dem Inkrafttreten der neuen Antikorruptions- und -geldwäschegesetze der hierfür neu geschaffenen Kammer des Obersten Gerichtshofs von Lagos vorzusitzen. So war sie auch Vorsitzende eines Ausschusses für Beschwerden gegen Amtsträger. Im September 2004 wechselte sie an das nigerianische Berufungsgericht. Dort war sie in verschiedenen Abteilung im ganzen Land eingesetzt. Am 8. Juli 2013 wurde sie zur Richterin am Supreme Court of Nigeria, dem Obersten Gerichtshof, ernannt. Im September 2024 wurde Kekere-Ekun zur Präsidentin dieses Gerichts ernannt und ist damit der 23. Chief Justice of Nigeria.
Kekere-Ekun ist seit Dezember 1983 verheiratet und wurde später Mutter von drei Kindern. 2022 wurde sie als Commander in den Order of the Federal Republic aufgenommen.